# Castello di Gaggio
Das Castello di Gaggio ist eine abgegangene Niederungsburg auf dem Gebiet der italienischen Gemeinde Fontanelice, etwa 3 km vom Dorf in Richtung Castel del Rio entfernt, in etwa 300 Meter Seehöhe.

## Beschreibung
Das „Castrum Gagij“ oder „Castrum Gazi“ war eine der stärker befestigten Burgen des Santernotals. Weiter oben gab es eine weitere Burg (in der Nähe der heutigen Casa Colonica „Palazzina“) und weiter unten noch eine Burg zur Verteidigung dessen, was die Siedlung der Burg gewesen sein muss.

## Geschichte
Die Existenz der Burg ab 1106 ist bestätigt; 1126 bestätigt Papst Honorius II. dem Bischof von Imola, Bennone, einige Besitzungen, darunter auch das „Castrum Gazi“. 1198 flüchteten sich einige Männer aus Tossignano, die gegen Imola rebellierten, auf das Castello di Gaggio, das wenig später von den Soldaten aus Imola eingenommen und erobert wurde. 1229 nahmen Soldaten aus Faenza und Bologna das Castello di Gaggio vom Regenten von Imola ein, der es jedoch im selben Jahr zurückeroberte. 1292 unterlag die Burg Uguccione Sassatelli. 1297 eroberte sie Maghinardo Pagani und setzte sie in Brand. 1371 ließ Lambertino Sassatelli das Castello di Gaggio wieder aufbauen; er begann eine Politik der Eroberungen (Croara, Casalfiumanese, Sassoleone, Baffadi), aber 1411 erlitt er eine schwere Niederlage durch die Alidosis von Castel del Rio, die Gaggio eroberten und Waffen, Munition und Mobiliar raubten. Lambertino gelang es später, die Burg durch das Einschreiten von Carlo Malatesta zurückzubekommen. Die Söhne von Lambertino behielten das Castello di Gaggio, bis die Kirche 1441 Imola und seine Umgebung an Guidantonio Manfredi aus Faenza vergab. Später gelangte das Castello di Gaggio erneut in die Hände der Sassatellis und am 7. Januar 1507 wurde der Sohn von Lambertino Sassatelli, Uguccione im Schlaf überrascht und in den Räumen seiner Burg von den Magnanis di Fontana ermordet. 1537 wurden die Befestigungen zerstört und die Burg wurde zu einem „Landhaus“ abgestuft. Heute sind nur noch wenige Ruinen auf den beiden Hügeln erhalten, auf denen sich einst die Befestigungen der Burg erstreckten.

## Die Kirche von Gaggio

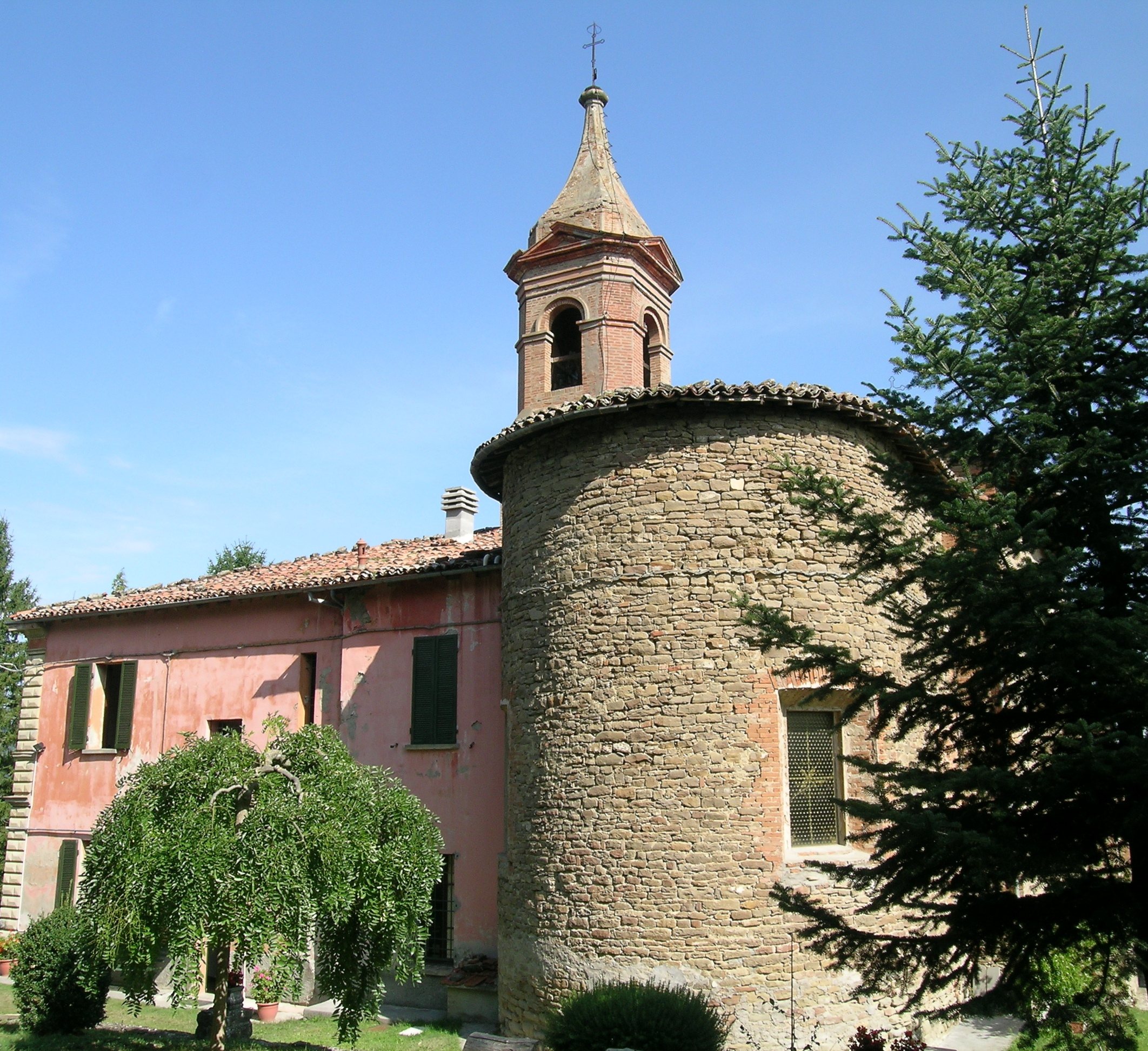
Apsis der Kirche von Gaggio

Die Existenz der Kirche, die zu Füßen der zweiten Burg errichtet worden war, ist seit 1279 bestätigt, als sie von der Confraternità dei Devoti errichtet wurde. Die alte Kirche hatte ihre Fassade im Westen und maß 13 Fuß (ca. 4,3 m) in der Länge, 11 Fuß (ca. 3,7 m) in der Breite und 20 Fuß (ca. 6 m) in der Höhe. Im „Epistelhorn“ erhebt sich der Altar der Madonna vom Rosenkranz mit Statue, während es im „Evangelistenhorn“ einen Altar für den Heiligen Sebastian, traditionell der Patron der Burg, gibt. Das Pfarrhaus wurde mehrmals erweitert. 1614 wurde es als „sehr ärmlich dekoriert“ beschrieben. 1835 wurde die Holzbalkendecke restauriert. Die alte Kirche wurde per Titel des Erzpriesters außer Dienst gestellt, sobald die neue, heutige, die Erzpriester Don Giuseppe Zaccheroni nach Zeichnungen, unter dem Projekt und unter der Leitung des Ingenieurs Agostino Baruzzi aus Fontanelice in Auftrag gegeben hatte, fertig war. Baruzzi realisierte auch 1912 den Glockenturm und ein neues, größeres Pfarrhaus.